# Kai Emanuel
Kai Emanuel (* 1968 in Delitzsch) ist ein deutscher Politiker (parteilos). Er ist seit 27. August 2015 Landrat des Landkreises Nordsachsen.

## Leben und Wirken
Kai Emanuel absolvierte von 1984 bis 1987 die Ausbildung zum Elektromonteur mit Abitur im Reichsbahn-Ausbesserungswerk (RAW) Dessau und arbeitete dort in diesem Beruf bis 1992. Anschließend studierte er bis 1995 an der Fachhochschule der Sächsischen Verwaltung Meißen; das Studium schloss er mit dem akademischen Grad als „Diplom-Verwaltungswirt (FH)“ ab. Von 1996 bis 2008 war Emanuel als Amtsleiter (Rechnungsprüfungsamt, Verkehrsamt, Finanzverwaltung) im Landratsamt Delitzsch tätig. Daran schloss sich bis 2015 die Tätigkeit als Finanzbeigeordneter und Kämmerer des Landkreises Nordsachsen an.
Emanuel engagiert sich im Kommunalen Sozialverband, der Sächsischen Anstalt für Kommunale Datenverarbeitung, dem Zweckverband Döllnitzbahn, der Omnibus-Verkehrsgesellschaft mbH „Heideland“ und im Fachbeirat der Zeitschrift „Der Neue Kämmerer“.
Am 7. Juni 2015 wurde Kai Emanuel über die Liste der CDU im ersten Wahlgang zum Nachfolger von Michael Czupalla als Landrat des Landkreises Nordsachsen gewählt. Zur Landratswahl am 12. Juni 2022 wurde er mit absoluter Mehrheit wieder gewählt.

## Ämter
Emanuel ist 2. Vizepräsident des Sächsischen Landkreistags (Stand: Januar 2025).

## Privates
Kai Emanuel begeistert sich für Sport (Handball und Fahrradfahren), er ist verheiratet und hat zwei Söhne. Sohn Max Emanuel ist Profi-Sportler in der 2. Handball-Bundesliga.